# Маоз цур
Маоз цур(івр. מָעוֹז צוּר) — традиційна єврейська літургійна поема. Вона написана на івриті та співається на свято Ханука після запалювання святкових ханукальних свічок. Гімн названо на честь свого початку, "Маоз цур", що означає «Оплот Фортеці» або «Могутній Оплот»  (перен. знач.: моє спасіння), "Цур" - на івр. "Твердиня" , дослівно "скеля", також є ім’ям або епітетом Бога в юдаїзмі. Таким чином автор звертається до Всевишнього на початку піюта. Вважається, що ця пісня була написана десь в середині XIII столітті в Німеччині, в епоху тяжких страждань, пов'язаних із хрестовими походами, хоча останні дослідження припускають що вона належить все ж до XII століття. Спочатку її співали лише вдома, але з часом увійшла у використання й в синагозі приблизно з 19 століття, можливо раніше.

## Час та автор
Вважається, що "Маоз Цур Ієшуаті" був написаний під час хрестових походів.  Перші літери перших п’яти строф утворюють акровірш імені композитора Мордехай (п’ять єврейських літер מרדכי). Існує кілька гіпотез щодо його особи. Можливо, він був рабі Мордехай бен Гілель (видатний мудрець, протягом багатьох років був рабином міста Нюрнберга, загинув у 5058 (1298) від рук хрестоносців разом з усією квітучою єврейською громадою цього міста), або Мордехай бен Іцхак га-Леві (народився в Італії і жив в одному з основних центрів вивчення Тори того періоду — німецькому місті Майнці), який написав суботній застільний гімн «Мах Яфіт»,  чий тесть загинув мученицькою смертю в Майенсі (нині Майнц, Німеччина ) у 1096 році під час Першого хрестового походу.
Авраам Френкель (2014) припускає, що його було складено в Німеччині між 1160 і 1190 рр. 
Деякі стверджують, що шоста строфа є оригінальною частиною вірша та була вилучена через побоювання створити конфлікт з неєвреями,  тоді як інші стверджують, що це пізнє доповнення. 

## Зміст поеми
Піют складається з шести строф. Основна його тема — допомога Всевишнього, який веде народ Ізраїлю через усі епохи історії до кінцевого визволення.
Гімн переказує єврейську історію про п'ять основних вигнаннь - галут, в поетичній формі та прославляє визволення від чотирьох давніх ворогів, через які пройшов єврейський народ: Фараона , Навуходоносора, Гамана та Антіоха. Як і більшість середньовічної єврейської літургійної поезії, вона сповнена алюзій на біблійну літературу та рабинське тлумачення. Таким чином: (друга строфа) malchut eglah означає Єгипет ( Єремії 46:20); (третя строфа) noges — Навуходоносор; (четверта строфа) y'mini — це Мордехай (Естер 2:5); (п'ята строфа) y'vanim — Антіох; шошанім — єврейський народ (Шир-гаШірім 2:2); b'nei vinah — мудреці рабини; і shir відноситься до псалмів Галель.
Перший виражає надію на відбудову Храму та на поразку ворогів, які метафорично називаються гавкотом (menabe'ah).
Другий акровірш міститься в перших літерах початкових слів останньої строфи, також він містить слово хазак (на івриті : חזק ,  — «будь сильним»).
Чотири середні строфи стосуються порятунку єврейського народу від чотирьох переслідувань: Вихід з Єгипту після  єгипетського рабства; Кінець сімидесятирічного вавилонського полону; Уникнення від повного знищування Гаманом в Персії (чудо Пуріму згідно з Книгою Естер); та успішне повстання проти грецького правління в період Хасмонеїв під час грецького галуту — «галут Яван», яке вшановується святкуванням Хануки.
Нарешті, заключна, шоста строфа присвячена останньому вигнанню під владою духовних спадкоємців Едома (Рима) та майбутньому кінцевому визволенню. Цікаво, що тут міститься натяк на нащадків Ішмаеля (арабські країни), які наприкінці днів прагнутимуть підкорити собі західну цивілізацію. Остання строфа знову закликає до божественної відплати ворогам єврейського народу. Термін «Адмон» , що означає «червоний», деякі розуміли як позначення імператора Фрідріха Барбаросси, чиє ім’я означає Фрідріх «Рудобородий». Було припущення, що це було пізніше доповнення; принаймні його не було знайдено в друкованому вигляді до 18 століття.  Існує припущення, що строфа була передана лише в усній традиції як самоцензура через сильні антихристиянські натяки. 
Перша й остання строфи написані в теперішньому часі. 

## Коли співають гімн Маоз Цур
У всі вісім днів Хануки вся родина збирається ввечері (після заходу сонця або з виходом зірок), голова родини (а в ашкеназьких євреїв й сини) запалюють свічки, потім усі разом співають «Маоз цур» у особливій радісній обстановці. Святкову трапезу в Хануку влаштовувати не обов'язково, але можна подати частування, що включає традиційну ханукальну їжу - суфґанійот (пончики-пампушки) та латкес (деруни). Цей час особливо підходить для розповіді про події, на честь яких встановлено свято, а діти після співу «Маоз цур» люблять пограти у ханукальну дзиґу — севіон. Після співу прийнято сидіти біля палаючих ханукальних вогнів близько півгодини. Як говорив ребе Шмуель, «варто прислухатися до того, що розповідають ханукальні вогні...» (виняток становить п'ятниця, коли поспішають закінчити останні приготування до Шабату).

## Мелодійність
Яскрава та хвилююча мелодія, яка зараз так широко асоціюється з "Маоз Цур", служить "репрезентативною темою" в музичних посиланнях на свято (порівняйте Адір Гу, Акдамут, Галель). На цьому святі євреї майже повсюдно співають її (хоча є багато інших традиційних мелодій). Вона стала розглядатися як єдина мелодія Хануки, чотири інші єврейські гімни на цю подію також співаються під неї. Спочатку її співали для пійют, що передує Шма Шахаріту (першого) Шабату Хануки. Досить цікаво, що лише « Шене зетім » тепер іноді співають на мелодію, яка два століття тому асоціювалася з «Маоз цур». Останній є єврейським звучанням у мінорному ладі, і його можна знайти в «Estro Poetico Armonico» або «Parafrasi Sopra li Salmi» Бенедетто Марчелло (Венеція, 1724), цитується як мелодія німецьких євреїв і використана Марчелло як тема для його «Псалом XV». Цей текст був переписаний кантором Бірнбаумом з Кенігсберга в «Israelitische Wochenschrift» (1878, № 51)  

Традиційна версія:

Версія Момбаха:
Ця найпопулярніша мелодія для гімну Хануки була ідентифікована Бірнбаумом як адаптація старої німецької народної пісні «So weiss ich eins, dass mich erfreut, das pluemlein auff preiter heyde», наведеної в «Altdeutsches Liederbuch» Беме (№ 635); вона була широко поширена серед німецьких євреїв ще в 1450 році. За цікавим збігом обставин цю народну мелодію також першим використав Лютер для своїх німецьких хоралів. Він встановив його як « Nun freut euch, lieben Christen g'mein ».  Це мелодія для перекладу Ф. Е. Кокса гімну «Sei Lob und Ehr dem höchsten Gut» Дж. Дж. Шютца (1640–1730). Таким чином, він називається «Erk» (на честь німецького гімнолога) і з гармоніями Баха (BWV 388) з’являється як № 283 «Гімнів, стародавніх і сучасних» (Лондон, 1875). Найбільш ранню транскрипцію єврейської форми мелодії зробив Ісаак Натан, який вклав її у вірш «На берегах Йордану» в «Єврейських мелодіях» Байрона (Лондон, 1815). Пізніших транскрипцій було багато, і повітря знаходить місце в кожній збірці єврейських мелодій. Він був модифікований до форми, яку зараз віддають перевагу британські євреї, Юліусом Момбахом, якому належить модуляція до домінанти при повторенні першого штаму. У версії Момбаха заключна фраза кожного вірша не повторюється.  До Другої світової війни в Німеччині цей гімн зазвичай співали з альтернативною мелодією до 2-го та 4-го куплетів, записаних кантором Ізраїлем Альтером. Ця альтернативна довоєнна мелодія була відроджена Єврейським амстердамським камерним ансамблем у Королівському Консертгебау у 2018 році.

## Текст гімну
| Іврит | Транслетирація | Переклад |
| --- | --- | --- |
| מָעוֹז צוּר יְשׁוּעָתִי, לְךָ נָאֶה לְשַׁבֵּחַ תִּכּוֹן בֵּית תְּפִלָּתִי, וְשָׁם תּוֹדָה נְזַבֵּחַ. לְעֵת תָּכִין מַטְבֵּחַ מִצָּר הַמְנַבֵּחַ. אָז אֶגְמוֹר בְּשִׁיר מִזְמוֹר חֲנֻכַּת הַמִּזְבֵּחַ.                 | Маоз Цур єшуаті, Леха нае лешабеах. Тікон бейт тфілаті, Вешам тода незабеах. Леет тахін матбеах, Міцар гамнабеах. Аз еґмор, бешир мізмор, Ханукат гамізбеах                      | Оплот фортеці спасіння мого, Тебе належить дякувати. Віднови Дім для моєї молитви, і там ми принесемо жертву подяки. Коли ти підготуєш загибель зухвалому ворогові, Ми завершимо з піснею оновлення вівтаря.                                                                                      |
| רָעוֹת שָׂבְעָה נַפְשִׁי, בְּיָגוֹן כֹּחִי כָּלָה חַיַּי מֵרְרוּ בְקֹשִׁי, בְּשִׁעְבּוּד מַלְכוּת עֶגְלָה וּבְיָדוֹ הַגְּדוֹלָה הוֹצִיא אֶת הַסְּגֻלָּה חֵיל פַּרְעֹה וְכָל זַרְעוֹ יָרְדוּ כְּאֶבֶן בִּמְצוּלָה.       | Раот сава-х нафши, Б'яґон кохі кала. Хаяй мереру векоші, Бешиебуд малхут еґла. Увеядо гаґдола, Гоци ет гасґула, Хейль паро вехоль заро, Ярду ке-евен бімцула.                    | Нещастями наситилася душа моя. У печалі виснажилися мої сили. Життя моє стало гірким В рабстві у царства, подібного до телиці. Але рукою Своєю потужною вивів Ти обраний народ, А військо фараона, із всіми нащадками його, каменем впали в безодню.                                              |
| דְּבִיר קָדְשׁוֹ הֱבִיאַנִי, וְגַם שָׁם לֹא שָׁקַטְתִּי וּבָא נוֹגֵשׂ וְהִגְלַנִי, כִּי זָרִים עָבַדְתִּי וְיֵין רַעַל מָסַכְתִּי, כִּמְעַט שֶׁעָבַרְתִּי קֵץ בָּבֶל זְרֻבָּבֶל, לְקֵץ שִׁבְעִים נוֹשַׁעְתִּי.         | Двір кодшо гевіані, Вегам шам ло шакатеті. Ува ноґес вегиґлані, Кі зарім авадеті. Веїн рааль масахті, Кімат шеаварті. Кец Бавель, — Зерубавель, Лекец шивім ношаті.              | Ти привів мене до Своєї святої Обителі, Але й там не було мені спокою. Гнобитель прийшов і вигнав мене, Оскільки служив я чужим богам, Отруйним вином я омивав вівтар, Та мало не втратив життя, Але настав кінець Вавилону, прийшов Зерубавель, За сімдесят років, наприкінці, я був урятований. |
| כְּרוֹת קוֹמַת בְּרוֹשׁ בִּקֵּשׁ, אֲגָגִי בֶּן הַמְּדָתָא וְנִהְיָתָה לוֹ לְפַח וּלְמוֹקֵשׁ, וְגַאֲוָתוֹ נִשְׁבָּתָה רֹאשׁ יְמִינִי נִשֵּׂאתָ, וְאוֹיֵב שְׁמוֹ מָחִיתָ רֹב בָּנָיו וְקִנְיָנָיו עַל הָעֵץ תָּלִיתָ.     | Керот комат берош бікеш, Аґаґі бен Гамдата. Веніята ло лефах улемокеш, Веґаавато нішбата. Рош єміні нісета, Веоєв шмо махіта. Ров банайв векін'янав, Аль гаец таліта.            | "Зрубайте високий кипарис", - зажадав син Гамдати, нащадок Аґаґа. Але стало це йому пасткою, і його зухвала гординя замовкла. Здійняв Ти людину з роду Веніямина, а ворога його знищив. Його чисельних синів та його надбання Ти на дереві повісив.                                               |
| יְוָנִים נִקְבְּצוּ עָלַי, אֲזַי בִּימֵי חַשְׁמַנִּים וּפָרְצוּ חוֹמוֹת מִגְדָּלַי, וְטִמְּאוּ כָּל הַשְּׁמָנִים וּמִנּוֹתַר קַנְקַנִּים נַעֲשָׂה נֵס לַשּׁוֹשַׁנִּים בְּנֵי בִינָה יְמֵי שְׁמוֹנָה קָבְעוּ שִׁיר וּרְנָנִים | Єванім нікбецу алай, — Азай бімей хашманім. Уфарцу хомот міґдалай, Ветіму коль гашманім, Умінотар канканім, Нааса нес лешошанім. Бней віна, ємей шмона, Каву шир урнанім.        | Греки зібралися проти мене, Тоді, за днів Хасмонеїв. Вони розбили мури мого Храму І опоганили всі олії оливи. Але з одним глечиком, що лишився, Було створено диво для тих, кого зіставляють з трояндами. Тому вісім днів мудреці встановили Для радості тріумфу і співу хвали.                   |
| חֲשׂוֹף זרוֹעַ קדְשֶׁךָ וְקָרֵב קֵץ הַיְשׁוּעָה נְקֹם נִקְמַת עֲבָדֶיךָ (דָם) מֵאֻמָּה הָרְשָׁעָה כִּי אָרְכָה הַשָּׁעָה וְאֵין קֵץ לִימֵי הָרָעָה דְּחֵה אַדְמוֹן בְּצֵל צַלְמוֹן הָקֵם לָנוּ רוֹעִים שִׁבְעָה   | Хасоф зероа кадшеха, Векарев кец гаєшуа. Неком нікмат (дам) авадейха, Меума гарешаа-х. Кі арха гаша-а, Ве-ейн кец лімей гара-а. Дехе Адмон бецель цальмон, Гакем лану роїм шива. | Оголи Свою святу руку Й наблизь заключне спасіння. Помстися за кров Своїх рабів злочинному народові. Адже час для нас затягнувся, І немає кінця дням нещастя. Переможи Червоного («Адмона») у пекло тіні, Та постав нам сім пастирів.                                                             |

## У масовій культурі
Цей піют надихнув ізраїльського автора пісень Наомі Шемер написати пісню «Shivchei Ma'oz» (що означає «хвала фортеці»), яку виконував оркестр південного командування  [ він ] (група південного командування ЦАХАЛу ) у 1969 році. У цій пісні Шемер провів зв’язок між єврейським гімном і військовими позиціями, атакуваними під час Війни на виснаження.
Фолк-рок-гурт Blackmore's Night включив версію цієї пісні (як «Ma-O-Tzur») у свій альбом Winter Carols 2006 року , який містить перший куплет на івриті з адаптованим англійським перекладом.